# Puchar Europy w Wielobojach 1991
10. Puchar Europy w wielobojach – zawody lekkoatletyczne zorganizowanych przez European Athletic Association 6 i 7 lipca 1991 roku w trzech europejskich miastach.

## Finał A
Zawody finału A zostały przeprowadzone na obiekcie w holenderskim mieście Helmond.

### Mężczyźni
| Pozycja | Reprezentacja | Wynik (pkt) |
| ------- | ------------- | ----------- |
| 1       | Niemcy        | 24350       |
| 2       | Francja       | 24048       |
| 3       | ZSRR          | 23687       |
| 4       | Szwajcaria    | 23425       |
| 5       | Szwecja       | 22336       |
| 6       | Holandia      | 22287       |
| 7       | Norwegia      | 20785       |
| 8       | Polska        | 20648       |

### Kobiety
| Pozycja | Reprezentacja   | Wynik (pkt) |
| ------- | --------------- | ----------- |
| 1       | Niemcy          | 19023       |
| 2       | ZSRR            | 18434       |
| 3       | Polska          | 18177       |
| 4       | Finlandia       | 17934       |
| 5       | Francja         | 17166       |
| 6       | Holandia        | 16730       |
| 7       | Wielka Brytania | 16544       |
| 8       | Bułgaria        | 15417       |

## Finał B
Zawody finału B przeprowadzono w Stoke na terytorium Wielkiej Brytanii.

### Mężczyźni
| Pozycja | Reprezentacja   | Wynik (pkt) |
| ------- | --------------- | ----------- |
| 1       | Hiszpania       | 23089       |
| 2       | Finlandia       | 23076       |
| 3       | Czechosłowacja  | 22453       |
| 4       | Węgry           | 22269       |
| 5       | Austria         | 21744       |
| 6       | Wielka Brytania | 21656       |
| 7       | Bułgaria        | 20522       |
| 8       | Irlandia        | 20178       |

### Kobiety
| Pozycja | Reprezentacja  | Wynik (pkt) |
| ------- | -------------- | ----------- |
| 1       | Rumunia        | 17464       |
| 2       | Szwecja        | 16927       |
| 3       | Węgry          | 16839       |
| 4       | Włochy         | 16808       |
| 5       | Szwajcaria     | 16706       |
| 6       | Czechosłowacja | 16233       |
| 7       | Belgia         | 15104       |
| 8       | Norwegia       | 15039       |

## Finał C
Zawody finału C odbyły się w duńskim mieście Aarhus.

### Mężczyźni
| Pozycja | Reprezentacja | Wynik (pkt) |
| ------- | ------------- | ----------- |
| 1       | Włochy        | 21702       |
| 2       | Dania         | 21296       |
| 3       | Belgia        | 20192       |

### Kobiety
| Pozycja | Reprezentacja | Wynik (pkt) |
| ------- | ------------- | ----------- |
| 1       | Dania         | 15495       |
| 2       | Hiszpania     | 15382       |
| 3       | Grecja        | 15288       |
| 4       | Irlandia      | 14205       |